# Tourbet Al Mohsen

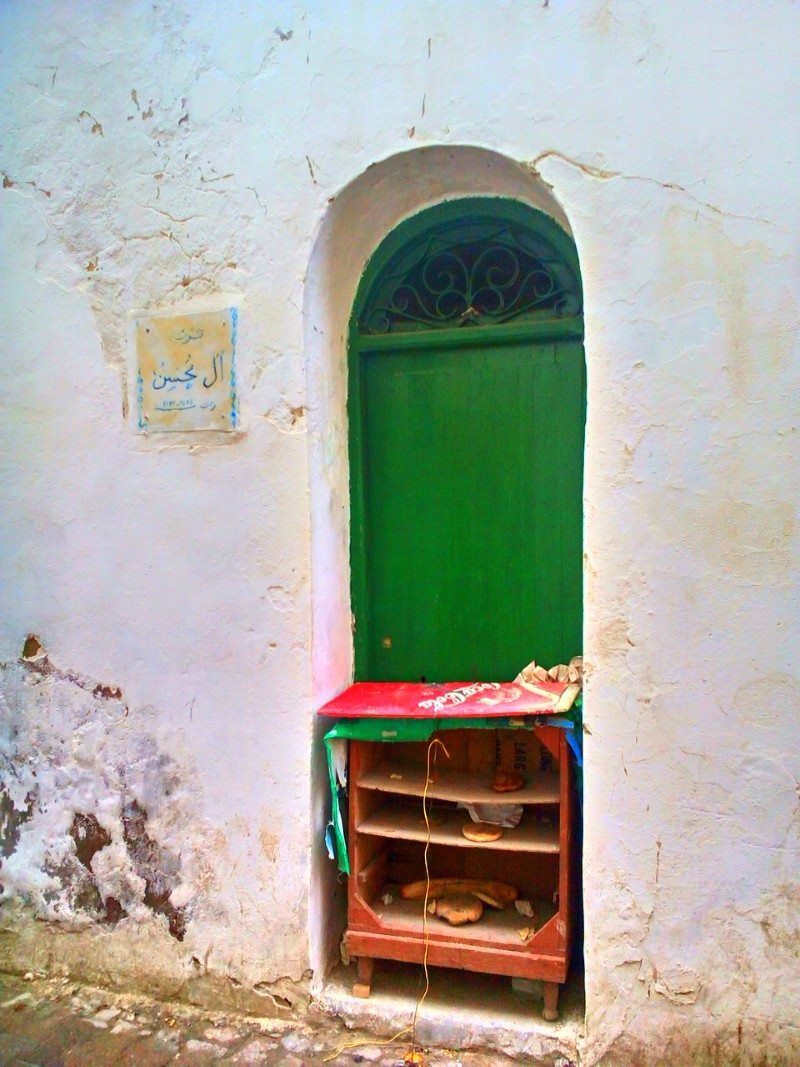
Façade du mausolée

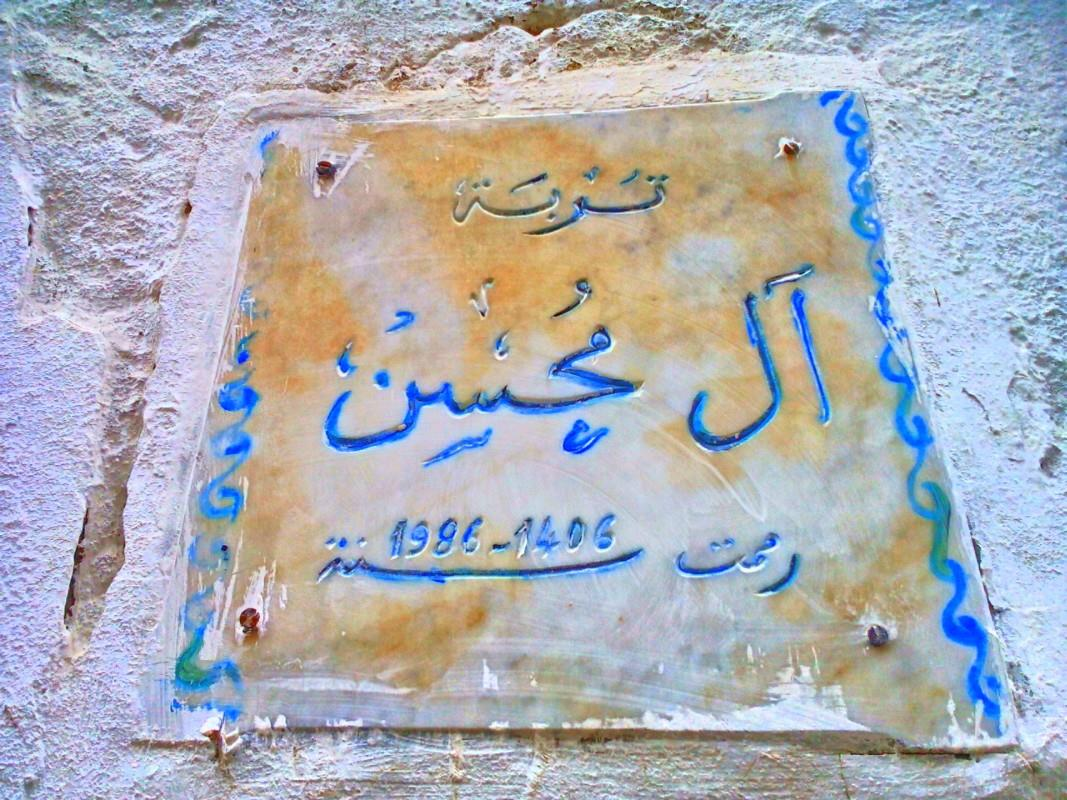
Plaque commémorative du mausolée

Le tourbet Al Mohsen (arabe : تربة آل محسن) est un mausolée tunisien situé sur la rue Sidi Sourdou, une déformation du mot italien Sourd, au sud de la médina de Tunis.
Il abrite les tombeaux de la famille Mohsen, une grande famille tunisoise qui a donné plusieurs imams à la mosquée Zitouna.
Cet édifice est restauré en 1986 (1406 de l'hégire) comme indiqué sur la plaque commémorative.